# El perdón
Singles de Nicky Jam, feat. Enrique Iglesias
Travesuras
(2014) Hasta el Amanecer
(2016)
El perdón est une chanson du chanteur américain Nicky Jam, qu'il a reprise dans un deuxième temps en duo avec le chanteur espagnol Enrique Iglesias.
La chanson connaît un succès mondial, atteignant la première place des charts d'Espagne, d'Italie, de Suisse des Pays-Bas et de France. Elle atteint le top 3 en Belgique.

## Classement hebdomadaire
| Classement (2015)                       | Meilleure position |
| --------------------------------------- | ------------------ |
| Allemagne (Media Control AG)            | 14                 |
| Autriche (Ö3 Austria Top 40)            | 14                 |
| Belgique (Flandre Ultratop 50 Singles)  | 1                  |
| Belgique (Wallonie Ultratop 50 Singles) | 1                  |
| Espagne (PROMUSICAE)                    | 1                  |
| France (SNEP)                           | 1                  |
| France (SNEP Streaming)                 | 1                  |
| Irlande (IRMA)                          | 84                 |
| Italie (FIMI)                           | 1                  |
| Pays-Bas (Single Top 100)               | 1                  |
| Suède (Sverigetopplistan)               | 4'                 |
| Suisse (Schweizer Hitparade)            | 1                  |